# @
El signe @ és un símbol tipogràfic que va néixer per a representar una unitat de massa (l'arrova) i que ha acabat tenint altres usos, a la programació, a Internet (adreces de correu electrònic), etc.
A l'època medieval era utilitzada pels copistes per formar la preposició llatina ad ('fins a'), unint les lletres a i la d tancant la primera en un cercle; malgrat això, amb el temps, aquest símbol va deixar d'utilitzar-se excepte en l'àmbit anglosaxó, on es va acabar identificant amb la preposició at ('a'), i per aquest motiu al segle xix es va integrar als teclats en inventar-se la màquina d'escriure. Al començament del segle xx, a més, s'havia usat com a símbol de l'àrea en documents de matemàtiques i enginyeria. Modernament ha passat a representar, des de l'anglès, el símbol d'accés d'adreça d'Internet (en anglès, at). L'ús a la programació va començar l'any 1971 quan l'informàtic Raymond Tomlinson va necessitar algun símbol per a situar on es trobava un usuari, i va triar aquest perquè «segur que no formava part de cap nom propi».

## Nom oficial i noms populars
En català, el signe @ s'anomena «arrova» o «rova». Popularment és coneguda també, sobretot a la primeria de la irrupció del correu electrònic com a «ensaïmada», «tortell», «caragol», «a encerclada», «a cuada», «garrofa» i «remolí». «A encerclada», «ad» i «can» són denominacions desestimades pel TERMCAT.